# Ivan Rovny
Ivan Rovni é um ciclista profissional russo nascido a 30 de setembro de 1987 que corre no conjunto russo Gazprom-RusVelo.
Antes do seu passo à estrada foi um destacado ciclista de pista sendo inclusive campeão do mundo em categorias inferiores.
Foi campeão do mundo em estrada em categoria júnior no ano 2005, ademais, nesse mesmo ano, também se proclamou campeão da Europa em estrada na mesma categoria.
Estreou como profissional no ano 2006 com a equipa russa Tinkoff. Em 2009 alinhou pela equipa Pro Tour Katusha e depois de passar dois anos pela equipa Team RadioShack, esteve em 2012 no conjunto russo RusVelo. Em 2013 corre pelo conjunto Ceramica Flaminia-Fondriest, equipa continental com licença italiana. A 8 de setembro viu-se envolvido numa briga com o corredor Gianluca Brambilla, na décima sexta etapa da volta ciclista a Espanha e foi expulso da carreira pelos juízes.

## Palmarés

### Pista

#### Copa do mundo
2005-2006
- 1º em perseguição em equipas em Los Angeles  (com Alexander Serov, Sergey Klimov, Nikolay Trusov)

2006-2007
- 1º em perseguição em equipas em Sydney  (com Alexander Serov, Mikhail Ignatiev, Nikolay Trusov)
- 2º em perseguição em equipas em Moscovo

### Estrada
2007
- 1 etapa do Tour de l'Avenir

2018
- Campeonato da Rússia em Estrada

## Resultados nas grandes voltas
| Carreira        | 2006 | 2007 | 2008 | 2009 | 2010 | 2011 | 2012 | 2013 | 2014 | 2015 | 2016 | 2017 | 2018 | 2019 |
| --------------- | ---- | ---- | ---- | ---- | ---- | ---- | ---- | ---- | ---- | ---- | ---- | ---- | ---- | ---- |
| Giro d'Italia   | -    | Ab.  | -    | -    | -    | 78º  | -    | -    | 46º  | 115º | 36º  | 119º | -    | -    |
| Tour de France  | -    | -    | -    | -    | -    | -    | -    | -    | -    | -    | -    | -    | -    | -    |
| Volta a Espanha | -    | -    | Ab.  | -    | -    | -    | -    | -    | Ex.  | -    | 99º  | -    | -    | -    |

-: não participa 

Ab.: abandono 

Ex.: expulsado

## Equipas
- Tinkoff Restaurants (2006)
- Tinkoff Credit Systems (2007-2008)
- Team Katusha (2009)
- Team RadioShack (2010-2011)
- RusVelo (2012)
- Ceramica Flaminia-Fondriest (2013)
- Tinkoff (2014-2016)
  - Tinkoff-Saxo (2014-2015)
  - Tinkoff (2016)
- Gazprom-RusVelo (2017-)